# Estación Chacabuco
Chacabuco es una estación ferroviaria ubicada en la localidad del mismo nombre, Partido de Chacabuco, Provincia de Buenos Aires, Argentina.

## Servicios
Por sus vías, corren trenes de carga de la empresa estatal Trenes Argentinos Cargas; y diariamente el servicio de pasajeros Retiro-Junín de la empresa estatal Trenes Argentinos Operaciones.

## Historia
En el año 1884 fue inaugurada la Estación, por parte del Ferrocarril Buenos Aires al Pacífico, en el ramal Retiro-Junín.

## Imágenes de la estación

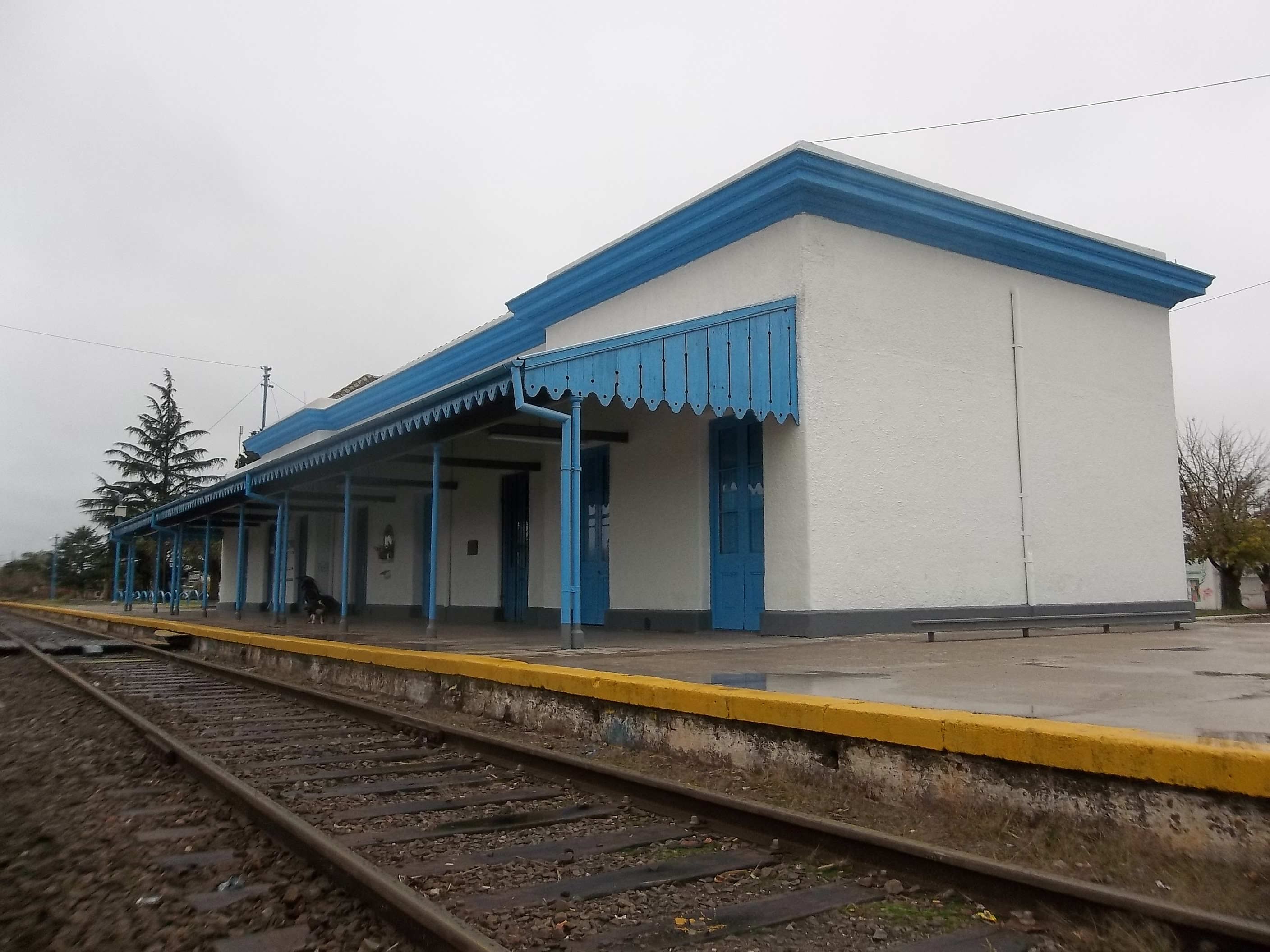
Estación vista desde el noroeste (mayo 2015)
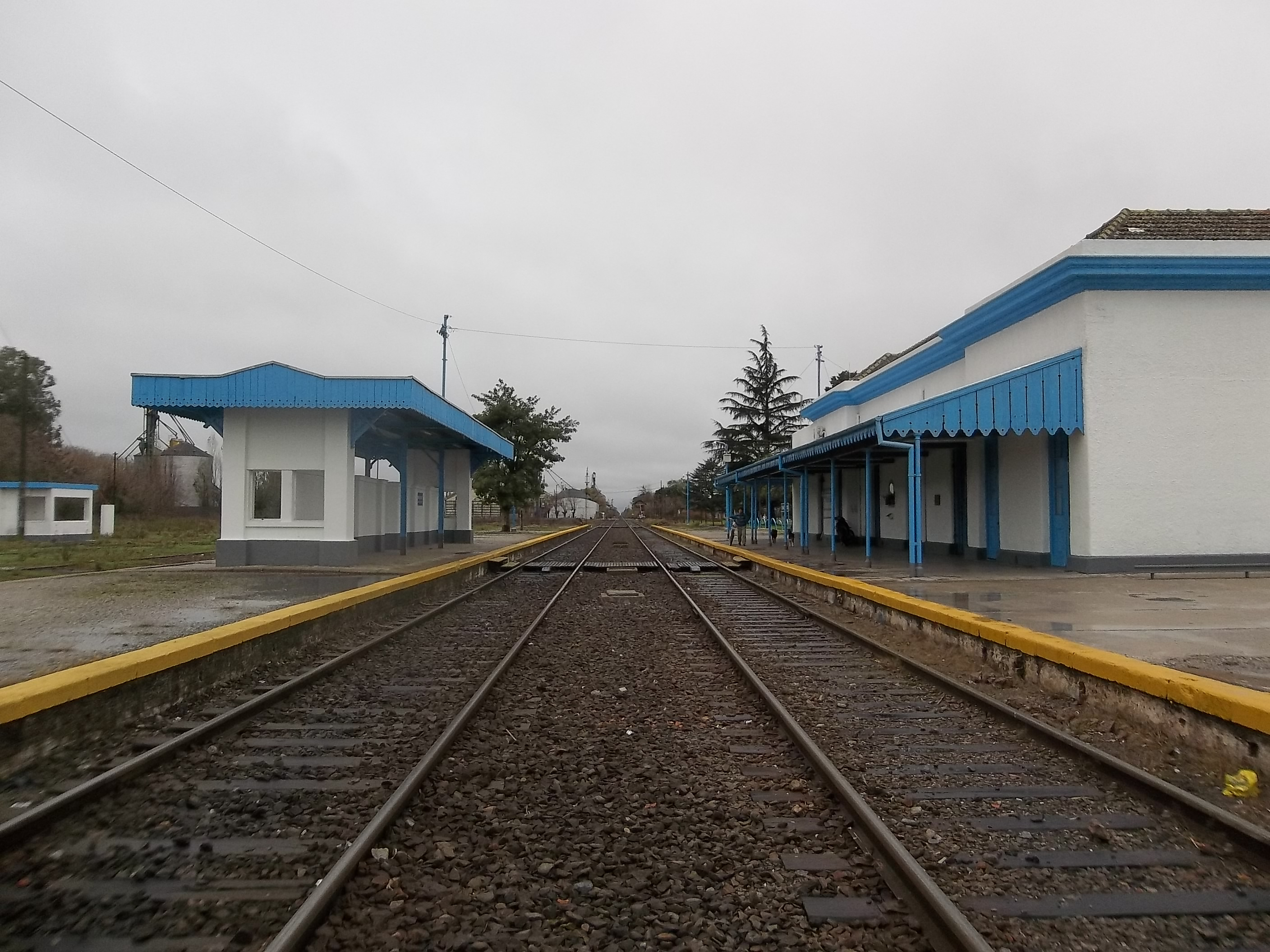
Estación vista desde el oeste ambos repintado con los colores de SOFSE (mayo 2015)
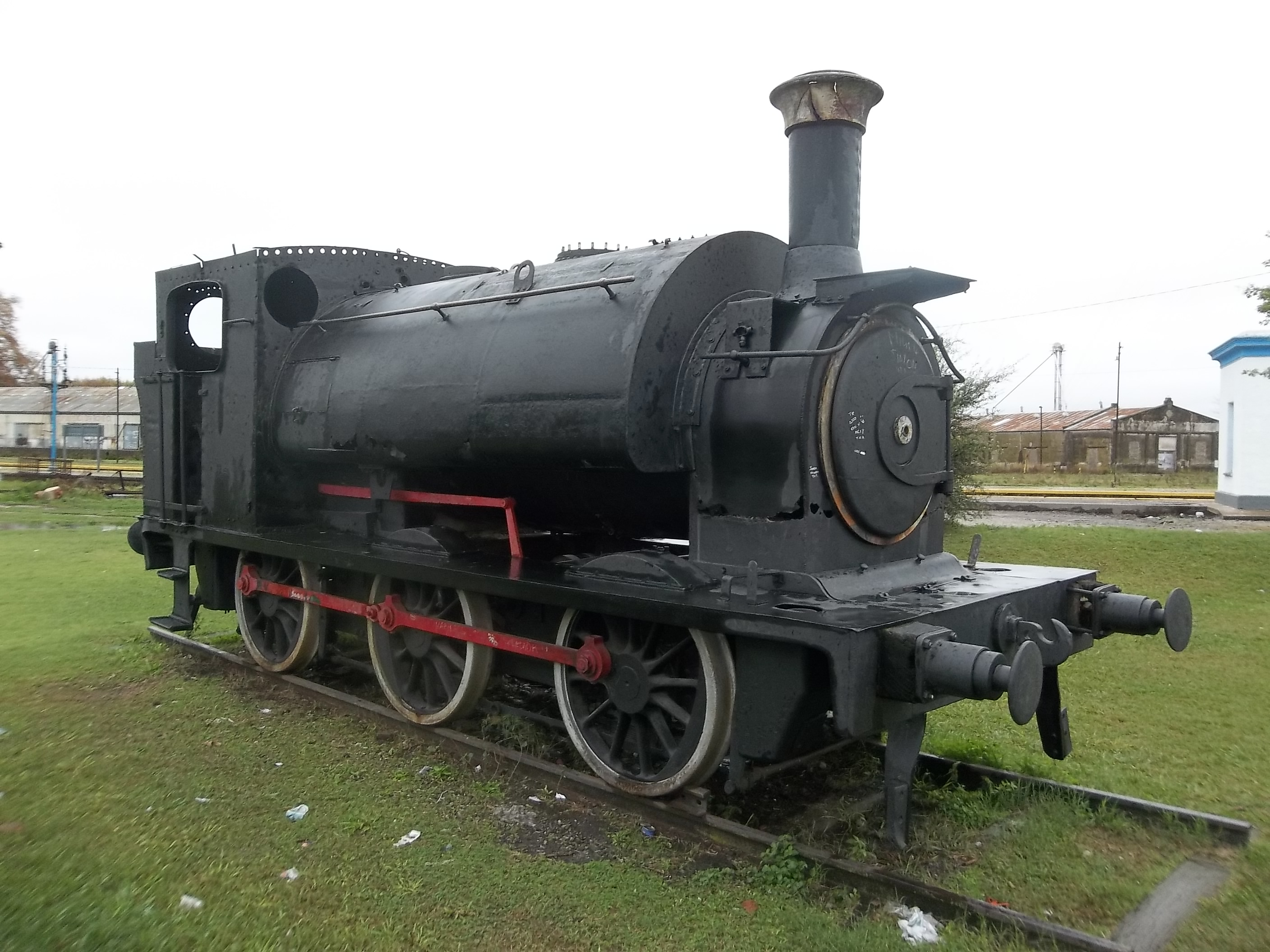
Locomotora ubicada junto a la estación
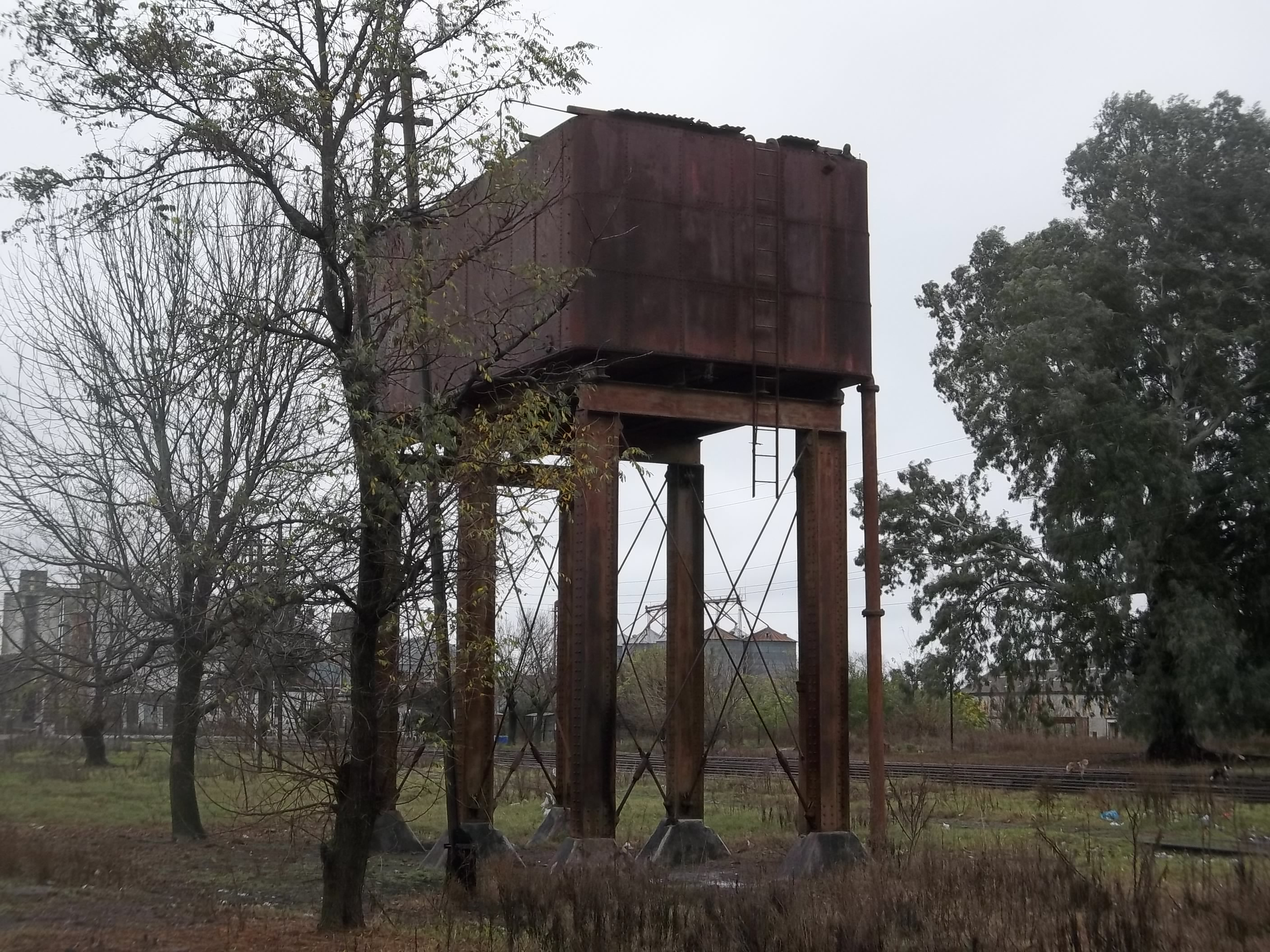
Tanque de agua
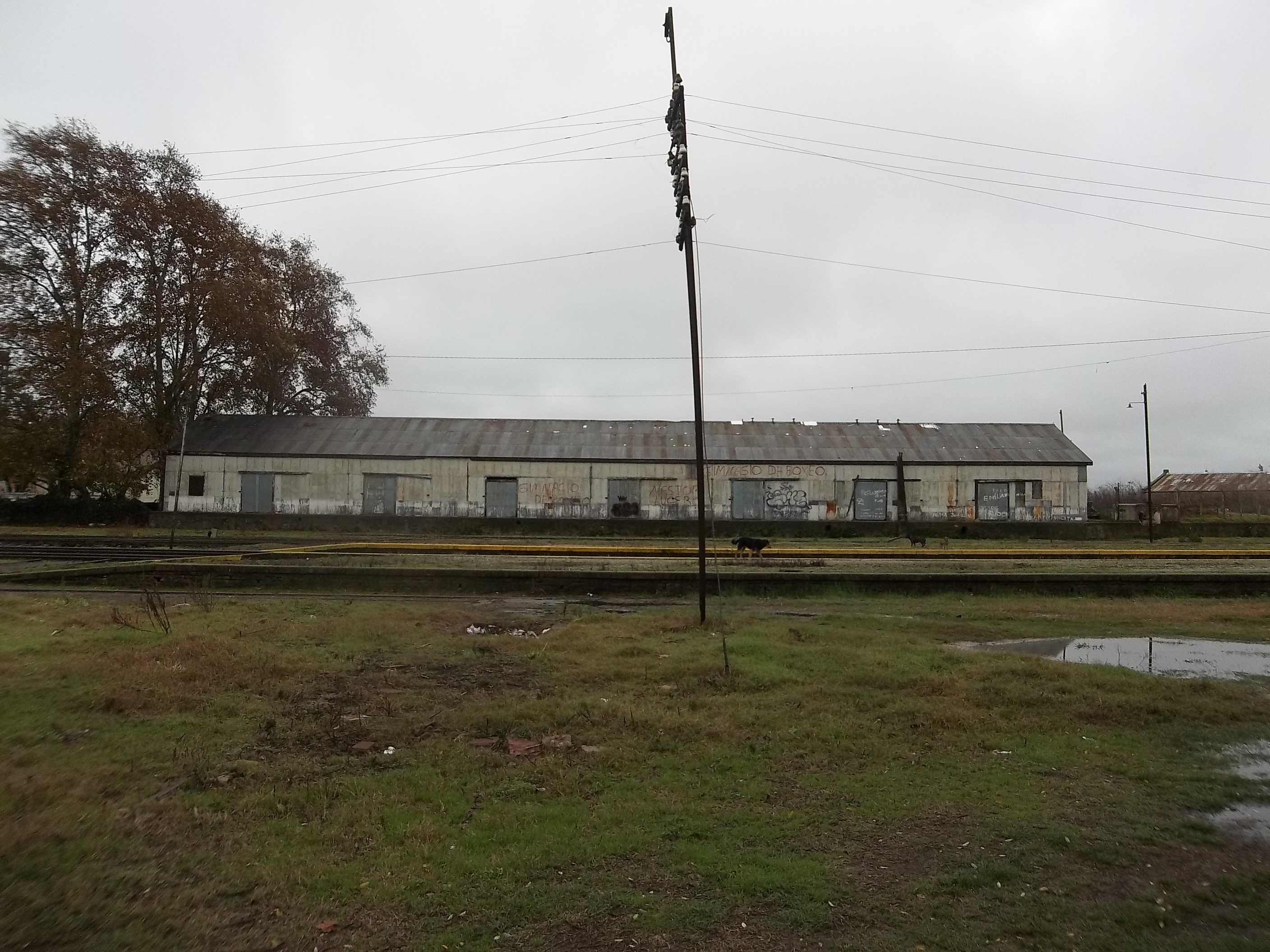
Antiguo granero y andén de carga
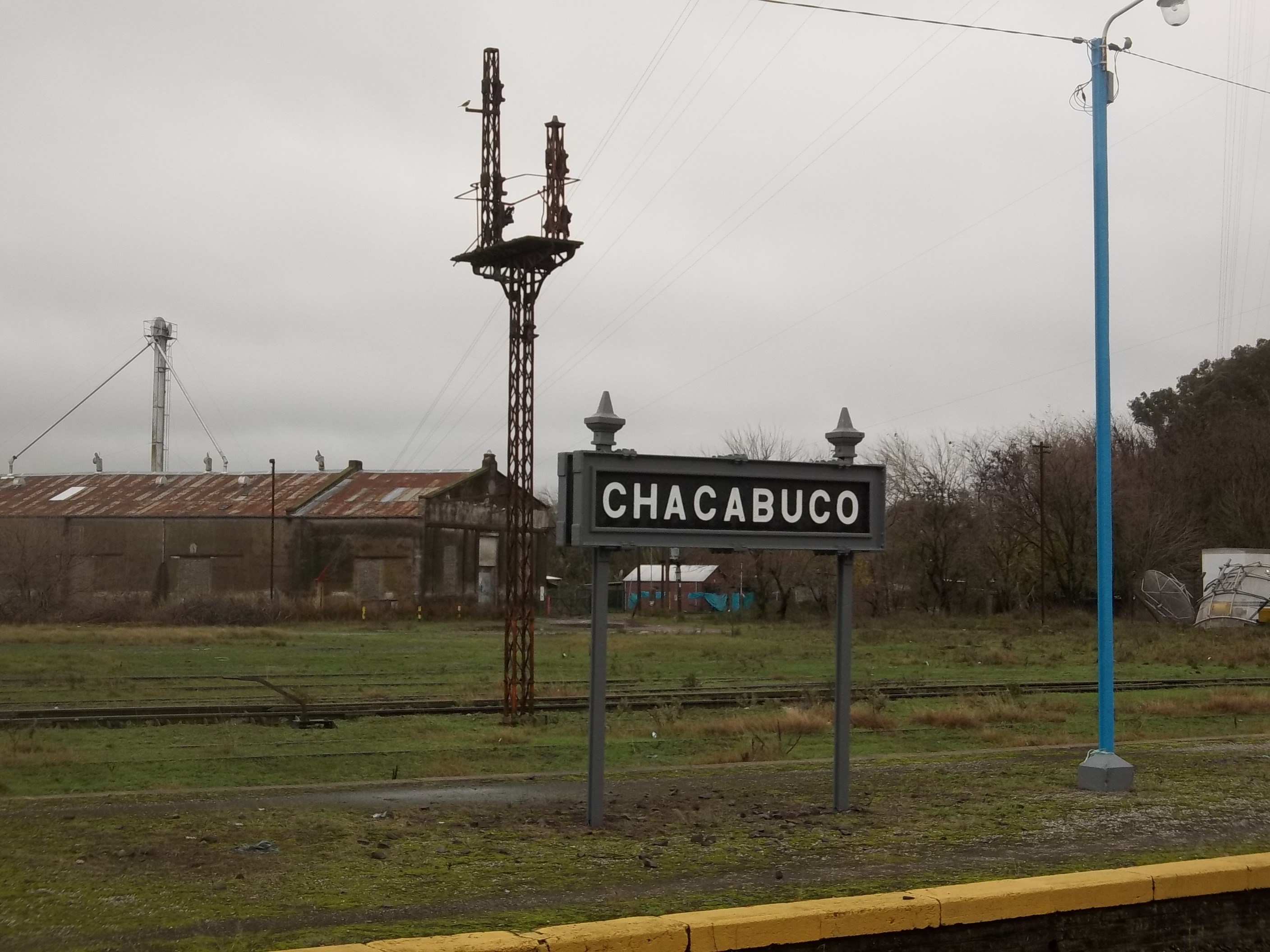
Cartel central de la estación y señal doble
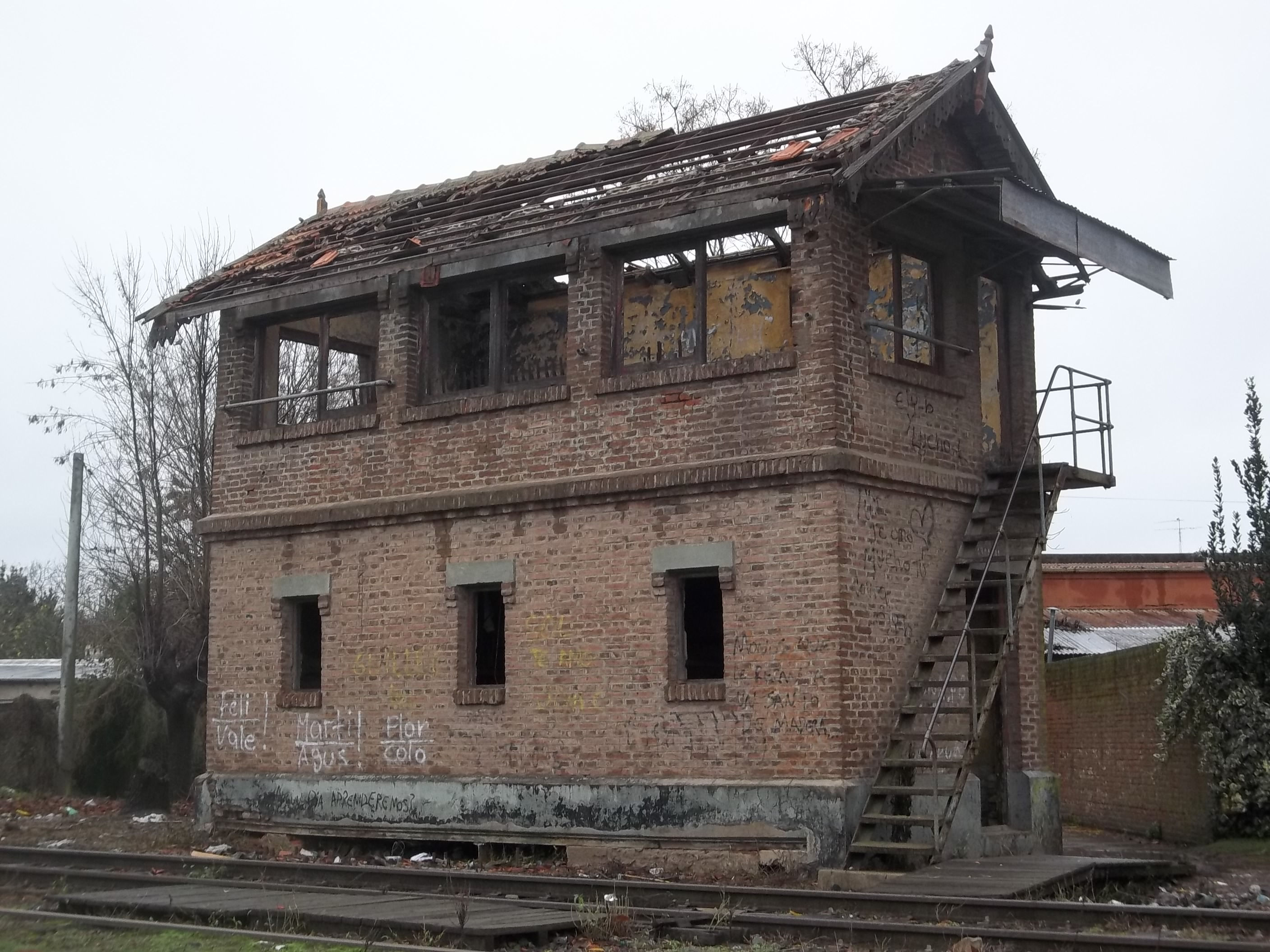
Ruinas del cabin este de la estación
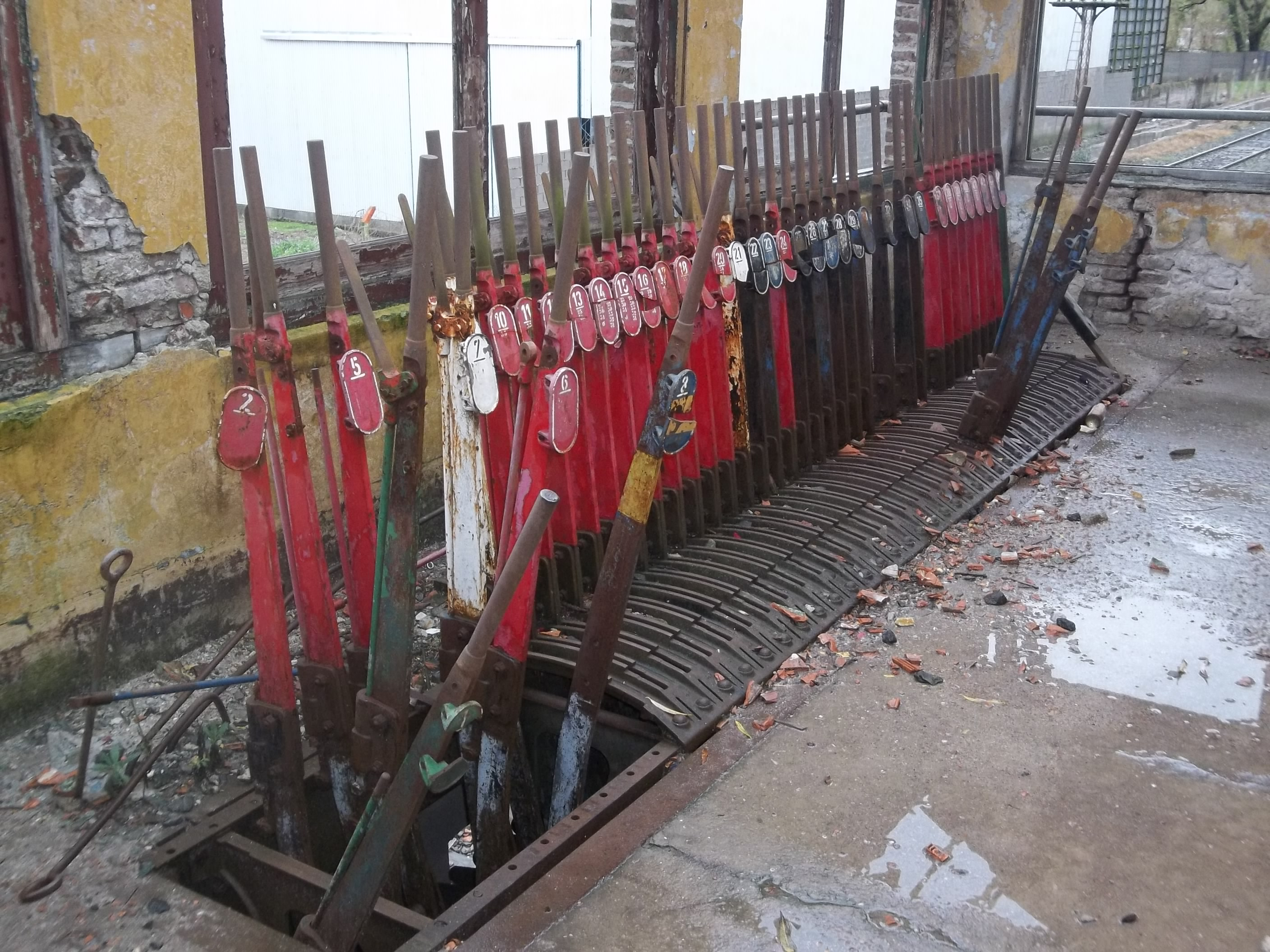
Palancas de cambio de vías y señales en cabin este de la estación